# Juan Carlos Niño Serrano
Juan Carlos Niño Serrano (Bogotá, Colombia, 28 de abril de 1970) es un exfutbolista colombiano de los años 1990 y 2000. Jugó en la posición de centrocampista, desarrollando la mayor parte de su carrera en el Millonarios Fútbol Club de la Primera División de Colombia.
Como futbolista permaneció ligado al club millonario durante 16 años, si bien también militó en el Atlético Huila y fue uno de los primeros futbolistas colombianos en incursionar en el futbol chino.
También disputó encuentros con la Selección Nacional de Colombia, siendo parte de la selección preolímpica que logró la clasificación a los Juegos Olímpicos de Barcelona. Tras su retiro en 2002, se ha dedicado al fútbol formativo, desempeñándose como entrenador.

## Trayectoria
Juan Carlos Niño nació y se crio en la capital de su país, Bogotá. Sus padres son Luis Eduardo Niño y Blanca Serrano de Niño y posee una hermana. Desde temprana edad mostró predilección y habilidades para el fútbol, por lo que hizo prácticas en diferentes equipos de su ciudad, hasta que ingresó a las divisiones inferiores del uno de los principales clubes del país, el Millonarios Fútbol Club.
Su desempeñaba como volante o centrocampista y en 1988 fue ascendido de la reserva al primer equipo del club albiazul. Tras su debut, se consolidó en el equipo titular, con el que disputó la Primera División de Colombia y dos ediciones de la Copa Libertadores, en 1995 y 1997, llegando a cuartos y octavos de final, respectivamente.
También participó en dos Copas Merconorte y en la Copa Tecate, un cuadrangular internacional disputado en el estadio El Campín, de la que se consagró campeón.
A pesar de su larga trayectoria en el equipo capitalino, Niño Serrano también jugó en el Atlético Huila, club con sede en el departamento de Huila, uno de los más importantes del suroeste del país. Cerrada su etapa en el fútbol local, probó suerte en Asia, convirtiéndose en uno de los primeros futbolistas colombianos en incursionar en el fútbol chino, incipiente en aquella época. Finalmente, se retiró oficialmente en 2001.

## Selección nacional
Debido a su rendimiento en la temporada previa, Niño Serrano fue seleccionado para formar parte de la selección de Colombia que participó en el Torneo Preolímpico Sudamericano Sub-23 de 1992, que se disputó en Paraguay. 
En dicha competencia, Colombia tendría una participación destacada en fase de grupos, clasificando como líder invicto al cuadrangular final. En dicha liguilla, Colombia quedó en segundo lugar, tras el combinado local (que se consagró campeón). Sin embargo, ese subcampeonato certificó la clasificación para los Juegos Olímpicos de Barcelona. 
Niño Serrano disputó varios encuentros del torneo, incluyendo ambos partidos contra Paraguay, si bien no sería incluido en el equipo que representó a Colombia en Barcelona. A pesar de ello, contribuyó para que Colombia se clasificara a la cita olímpica, así como a la Copa Mundial de Fútbol Sub-20 de 1989, en Arabia Saudita.